# 튼살
튼살(stretch marks, striae)은 좋지 않은 색조로 피부 위의 흉터가 형성되는 일이다. 팽창선조, 임신선(姙娠線)이라고도 한다. 시간이 지남에 따라 점차 약해지지만 완전하게 사라지지는 않는다.
임신 기간 중 사용되는 크림이 튼살을 예방한다는 증거는 없다. 다양한 방식들이 시도되긴 했지만 분명하게 유용한 치료법은 없다.

## 역사
고대 이래로, 임신부들은 임신 기간 중 튼살을 예방하기 위한 치료법을 찾았다. 고대 그리스와 로마 둘 다 올리브 기름을 사용하였고, 에티오피아 사람들과 소말리족은 유향을 사용하였다.